# Jouclard
Jouclard is een historisch merk van motorfietsen.
Moteurs et Motocycles Jouclard, Dijon (1903-1907). 
Frans merk dat 1½- en 2¼ pk eencilinders bouwde.